# Kastilianer
Das Kastilianer Huhn ist ein mittelgroßes schwarzes Landhuhn. Der lateinische Schriftsteller Inuius Moderatio Columella erwähnte sie bereits im 1. Jahrhundert nach Chr. in seinem Werk „De re rustica“. Auch die Mauren beschäftigten sich mit dieser Rasse vor rund 800 Jahren. In Deutschland wurde die Rasse 1955 durch einen Dr. Zielke eingeführt.

## Merkmale
Kastilianer sind sehr lebhaft. Sie haben eine sehr elegante Figur. Sie tragen ihren Rücken leicht abfallend, der Schwanz wird in einem Winkel getragen. Sie sind trotz ihres Temperaments, bei angemessener Haltung, schnell zahm zu bekommen. Sie entwickeln sich sehr schnell, was sich positiv auf die Legeleistung auswirkt.
Kastilianer sind die Ausgangstiere für die Erzüchtung der Haushuhnrassen Minorka, Spanier und Andalusier. 
Die Rasse gibt es auch als Zwergform, den Zwerg-Kastilianer, der nicht häufig gezüchtet wird.